# Oxalsyre
Oxalsyre (eller ethandisyre) er en divalent carboxylsyre, dvs. en organisk syre, som indeholder to syregrupper. Oxalsyre er den simpleste disyre. Den har sumformlen C2H2O4.
Oxalsyre findes naturligt i en række planter, bl.a i rabarber samt spinat og te.
Saltene af oxalsyre benævnes oxalater eller ethandioater.
Oxalsyre er en dicarboxylsyre, der forekommer i mange planter. Calcium og oxalsyre danner det tungt opløselige salt calciumoxalat. Fødevarer, der indeholder store mængder oxalsyre, kan hæmme absorptionen af calcium fra tarmkanalen. Da calcium er nødvendig for knogleopbygningen og for en lang række andre fysiologiske funktioner, bl.a. normal muskelfunktion, kan en lav calciumoptagelse være problematisk. Planter med højt oxalsyreindhold fx rabarber og spinat tilsættes ofte en calciumchloridopløsning for at fælde oxalsyren som calciumoxalat. Derved sikres calciumoptagelsen fra tarmkanalen.